# Olimpijskij
Sportowy kompleks „Olimpijskij” (ros. Спортивный комплекс «Олимпийский») – nieistniejący już kompleks sportowo-widowiskowy w stolicy Rosji, Moskwie. Znajdował się na Prospekcie „Olimpijskij” w moskiewskiej dzielnicy Mieszczanskij w centralnym okręgu administracyjnym, w pobliżu stacji metra Prospiekt Mira. W 2019 został zamknięty, a w 2020 zburzony. Na jego miejscu powstanie nowy kompleks.
Kompleks został zbudowany w 1980 roku na letnie igrzyska olimpijskie, podczas których rozgrywane w nim były konkurencje koszykówki, boksu oraz zawody pływackie. Od tego czasu obiekt regularnie gości duże imprezy sportowe i kulturalne. Przykładowo w 1986 roku odbyły się tam Igrzyska Dobrej Woli, w 1989 mistrzostwa świata w boksie, w 2005 finał Euroligi, w 2006 finał Pucharu Davisa, lekkoatletyczne halowe mistrzostwa świata oraz mistrzostwa świata w bandy, a w 2009 półfinały i finał konkursu Eurowizji.
Był jednym z największych tego typu obiektów w Europie − jego główna hala mogła pomieścić maksymalnie 80 000 ludzi, ale ze względów bezpieczeństwa jej pojemność ograniczona była do 35 000 (podczas zawodów sportowych do 22 000).
Oprócz areny głównej na obiekcie znajdowało się także pięć mniejszych sal sportowych, lodowisko, kompleks basenów oraz hala wystawiennicza.